# ダグラス郡 (サウスダコタ州)
座標: 北緯43度39分 西経98度36分 / 北緯43.650度 西経98.600度
ダグラス郡（ダグラスぐん、英: Douglas County）は、アメリカ合衆国のサウスダコタ州にある郡。2000年時点の人口は3,458人で、郡庁所在地はアーマー (Armour)。

## 地理
アメリカ合衆国国勢調査局によると、この郡は総面積1,124 km2 (434 mi2) である。このうち1,123 km2 (434 mi2)が陸地で、2 km2 (1 mi2) が川や湖などの水地域である。総面積のうちの0.14%が水地域となっている。

### 郡区
この郡は下記の14郡区から成る。
| - ベルモント (Belmont) - チェスター (Chester) - クラーク (Clark) - イーストチョトー (East Choteau) - ガーフィールド (Garfield) - グランドビュー (Grandview) - ホーランド (Holland) | - インディペンデンス (Independence) - アイオワ (Iowa) - ジュベア (Joubert) - リンカーン (Lincoln) - バレー (Valley) - ウォルナットグローブ (Walnut Grove) - ワシントン (Washington) |

### 幹線道路
- 国道18号線
- 国道281号線
- 州道44号線
- 州道50号線

### 隣接する郡
- オーロラ郡（北）
- デイビソン郡（北東）
- ハッチンソン郡（東）
- チャールズミックス郡（南西）

## 人口動静

2000年国勢調査時の郡の人口ピラミッド

2000年の国勢調査によると、ダグラス郡には3,458人、1,321世帯、及び947家族が暮らしている。人口密度は3/km2 (8/mi2) で、1/km2 (3/mi2) の平均的な密度に1,453軒の住居が建っている。この郡の人種の構成は白人98.06%、黒人（アフリカ系アメリカ人）0.06%、先住民0.98%、アジア系0.14%、その他の人種0.12%、および混血0.64%で、0.38%の人々がヒスパニックまたはラテン系である。郡の住民の43.0%がドイツ系、37.3%がオランダ系移民の子孫である。
ダグラス郡に住む1,321世帯のうち、32.20%は18歳未満の子供と暮らしており、65.40%は夫婦で生活している。3.60%は未婚の女性が世帯主であり、28.30%は家族以外の住人と同居している。26.80%は独居で、全世帯の15.40%は65歳以上の独居老人世帯である。1世帯あたりの平均人数は2.54人であり、家庭の場合は3.10人である。
郡の住民は27.70%が18歳未満の子供で、18歳以上24歳以下が4.90%、25歳以上44歳以下が22.40%、45歳以上64歳以下が22.40%、および65歳以上が22.60%となっている。平均年齢は42歳である。女性100人に対して男性は95.10人いて、18歳以上の女性100人に対しては男性は92.30人いる。
郡の世帯ごとの平均収入は28,478米ドルで、家族ごとでは33,935米ドルである。男性の25,425米ドルに対して女性は18,309米ドルの平均的な収入がある。この郡の一人当たりの収入 (per capita income) は13,827米ドルである。総人口の14.60%、家族の12.20%は貧困線以下である。18歳未満の子供の16.80%および65歳以上の14.90%は貧困線以下の生活を送っている。

## 都市および町
- アーマー (en:Armour, South Dakota)
- コルシカ (en:Corsica, South Dakota)
- デルモント (en:Delmont, South Dakota)
- ハリソン (en:Harrison, South Dakota)
- ニューホーランド (en:New Holland, South Dakota)
- ジュベア (Joubert)